# Шварценберг, Иосиф II фон
Иосиф II фон Шварценберг (27 июня 1769 г. Вена - 19 декабря 1833 г. Глубока-над-Влтавоу) - немецко-чешский  дворянин из рода Шварценбергов, основатель  Глубок-Крумловской ветви семьи и 11-й герцог Крумлов.

## Биография
После смерти отца Иосиф II стал главой основной ветви семьи Шварценбергов и владельцем родовой резиденции Крумловский замок  с титулом герцога Крумлова и поместьев Глубока-над-Влтавоу, Тршебонь и других. 

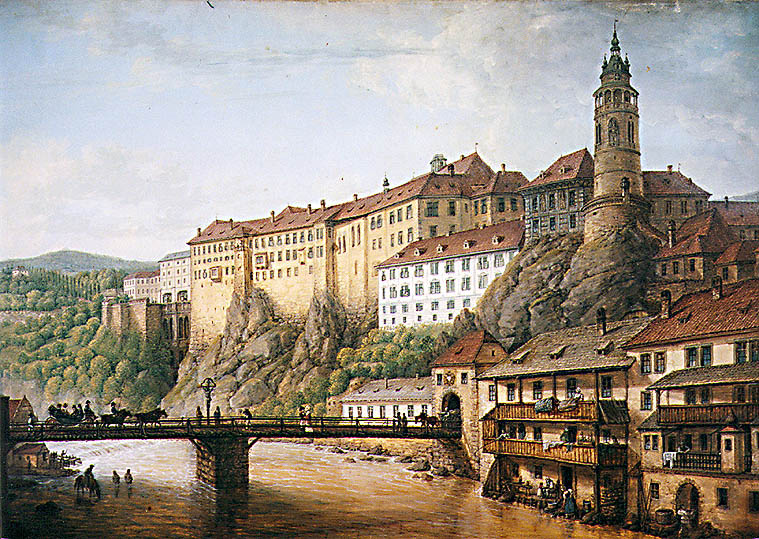
Крумловский замок, 1824 год. Фердинанд Ранк

В отличие от своих предков и брата Карла Филиппа, не занимал важных должностей при императорском дворе или в армии, а полностью посвятил себя управлению владениями и экономике. Наиболее экономически важным делом жизни стало завершение строительства Шварценбергского канала, который соединил приток реки Холодная Влтава и австрийскую реку Гроссе Мюль, а позже был продлен от Елен Врчи до границы с Баварией. Также был им построен второй, меньший судоходный канал, названный Вхинич-Тетауский. Строительство каналов существенно повлияло на экономику и промышленность Южной Чехии и Шумавы в следующем столетии. Основал школу лесоводства в Злата-Коруне, а в 1800 году Экономический институт в Чески-Крумлове. В 1808 году Иосиф был принят в орден Золотого руна.
После смерти его начинания были полностью продолжены сыном Иоганном Адольфом II.

## Брак и дети
Женился на Полине Шарлотте, принцессе Аренбергской (2 сентября 1774- 1 июля 1810). По общему мнению, это был с самого начала счастливый брак.
Всего у них было 9 детей (3 сына и 6 дочерей), на момент трагической гибели Полина ждала 10-го ребенка.
- Мария Элеонора (1796-1848), замужем за Альфредом I Виндишгрец;
- Мария Паулина (1798-1821), жена Эдуард Шёнбург-Хартенштейн;
- Иоганн Адольф II (1799-1888), жена - Элеонора Мария Лихтенштейнская (1812-1873), 2 детей
- Феликс (1800-1852);
- Людовика Элеонора Франческа Вальбурга (1803-1884), замужем за вдовцом своей старшей сестры Эдуард Шёнбург-Хартенштейн;
- Мария Матильда (1804-1886), инвалид;
- Мария Каролина (1806-1875), замужем за Фердинандом Карелом Бреценхайм-Регеч;
- Мария Анна Берта Стефания (1807-1883), замужем за Август Лонгин Лобкович, сын Йиржи Кристиан Лобковиц;
- Фридрих Иоганн (1809-1885), кардинал, архиепископ.

1 июля 1810 года его жена Полина трагически погибла во время пожара на свадебном приеме Наполеона I и эрцгерцогини Марии Луизы Австрийской в Париже. Принц Иосиф II после ее смерти больше не женился. Портрет любимой жены висел в каждой комнате в Крумловском замке. Его сестра Элеонора Жофе Шварценберг (1783–1846) помогала в воспитании осиротевших детей.

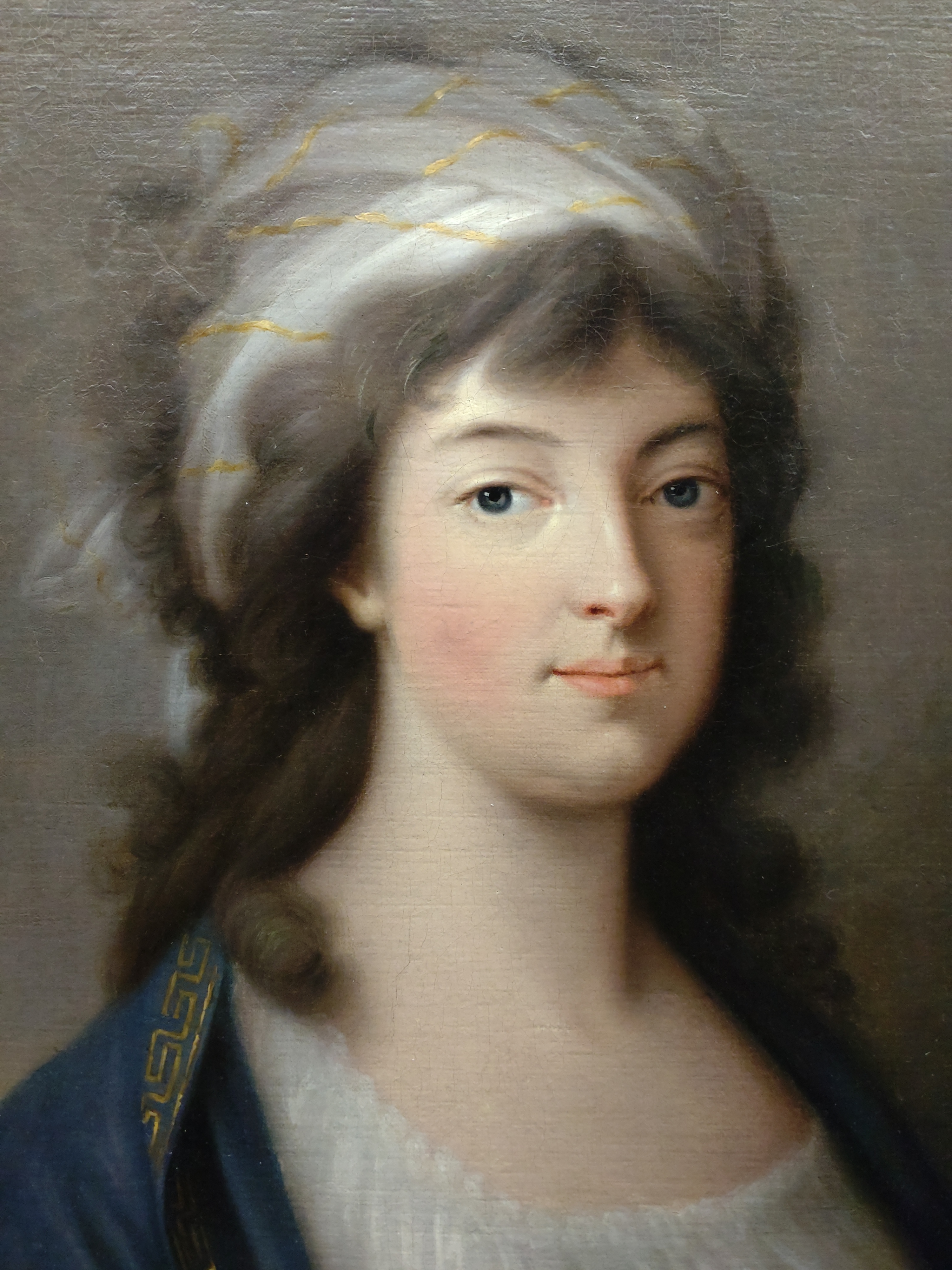
Жена - Полина Шварценберг